# Olivier Charlier
Olivier Charlier (* 17. Februar 1961 in Albert (Somme)) ist ein französischer Geiger.
Charlier studierte am Conservatoire de Paris Violine bei Pierre Doukan und Kammermusik bei Jean Hubeau. In den folgenden Jahren gewann er Preise bei Violinwettbewerben in München und Montreal, beim Sibelius-Wettbewerb in Helsinki, dem Jacques-Thibaud-Wettbewerb, dem Georges-Enesco-Wettbewerb der SACEM und bei der Young Concert Artists International Audition in New York 1989. Seit 1986 ist er Mitglied des Klaviertrios von Anne Queffélec (mit dem Cellisten Yvan Chiffoleau). Er unterrichtet Violine am Conservatoire de Paris.
Als Solist trat Charlier mit internationalen Sinfonieorchestern wie dem Orchestre National de France, dem Orchestre de Paris, dem Tonhalle-Orchester Zürich, dem London Philharmonic Orchestra, dem BBC Philharmonic, dem Hallé Orchestra, den Berliner Symphonikern und den Rundfunkorchestern von Hamburg und Saarbrücken auf.
Er spielte zahlreiche Plattenaufnahmen ein, darunter Henri Dutilleux’ Violinkonzert L'arbre des songes mit dem BBC Philharmonic unter Yan Pascal Tortelier, Roberto Gerhards Violinkonzert mit dem BBC Symphony Orchestra unter Matthias Bamert, die Violinkonzerte von Édouard Lalo und Felix Mendelssohn Bartholdy mit dem Monte Carlo Philharmonic Orchestra unter Lawrence Foster, Violinsonaten von Robert Schumann, Edvard Grieg und Ludwig van Beethoven mit der Pianistin Brigitte Engerer und Violinsonaten von Camille Saint-Saëns, Claude Debussy, Gabriel Pierné und Louis Vierne mit seinem ehemaligen Lehrer Jean Hubeau.